# بندر کوئوپیو
بندر کوئوپیو (انگلیسی: Port of Kuopio، فنلاندی: Kuopion satama) یک بندر داخلی در شهر کوئوپیو، فنلاند، در ساحل دریاچه کالاوسی است. بندر مسافربری این بندر در منطقه واهتی‌ووئوری در خلیج «مالیالاهتی» واقع شده است. بندر باری برای تردد کشتی‌های باری در منطقه هاپانیمی، حدود دو کیلومتری جنوب غربی بندر مسافربری واقع شده است.
بندر مسافربری کووپیو شلوغ‌ترین بندر برای تردد مسافر در حوضه آبریز رودخانه ووئوکسی دریاچه فنلاند است. شرکت‌های کشتی گردشی و رستوران‌های زیادی وجود دارند و علاوه بر این، بندرگاه دارای غرفه‌های بازار است. جشنواره شراب کوئوپیو در این میدان بازار نزدیک بندرگاه برگزار می‌شود. منطقه بندرگاه مسافری در کنار میدان بازار کوئوپیو یکی از مراکز فعالیت‌های گردشگری تابستانی است. بندرگاه اغلب پر است از گردشگران، فروشندگان بازار، کسانی که روی تراس غذا می‌خورند و کسانی که به گشت دریایی می‌روند.